# Haplotaxida
Haplotaxida è uno degli ordini all'interno della sottoclasse degli Oligocheti.

## Tassonomia
Dei quattro subordini di Haplotaxida, due sono discendenti minori, monospecifici al livello di famiglia. Un altro, la Tubificina, non è monospecifico e contiene i vermi d'acqua, mentre il quarto, i vermi di terra (lombrichi), unisce la maggior parte delle famiglie dell'ordine: 
Subordine Haplotaxina
- Haplotaxidae

Subordine Moniligastrina
- Moniligastridae

Subordine Lumbricina
- Alluroididae
- Eudrilidae
- Glossoscolecidae
- Lumbricidae
- Hormogastridae
- Ailoscolidae
- Lutodrilidae
- Sparganophilidae
- Criodrilidae
- Ocnerodrilidae
- Acanthodrilidae
- Octochaetidae
- Exxidae
- Megascolecidae
- Microchaetidae

Subordine Tubificina
- Dorydrilidae
- Enchytraeidae
- Naididae (include le Tubificidae)
- Opistocystidae
- Phreodrilidae